# 오펀 블랙
《오펀 블랙》(영어: Orphan Black)은 2013년 3월 30일부터 2017년 8월 12일까지 스페이스에서 방영된 텔레비전 드라마이다. 대한민국에서는 KBS 2TV에서 방영되었다. 2017년에 일본에서 리메이크 되었다.

## 등장 인물
- 타티아나 마슬라니 - 세라 매닝
- 조던 개버리스 - 필릭스 도킨스
- 딜런 브루스 - 폴 디어든
- 케빈 한차드 - 아트 벨
- 마이클 만도 - 빅
- 에블린 브로추 - 델피네 커미어
- 마리아 도일 케네디 - S 여사

## 한국판 성우진(KBS 성우진)
- 소연 - 세라 매닝(타티아나 마슬라니)
- 김태영 - 폴 디어든(딜런 브루스)
- 안찬이 - 델피네 커미어(에블린 브로처)
- 차명화 - S 여사(마리아 도일 케네디) / 오스카 헨드릭스(드류 데이비스) / 안젤라 데안젤리스(잉가 카드라넬)
- 양유진 - 키라(스카일러 웩슬러)
- 유강진 - 올더스 리키(매트 프루어,시즌 1~2)
- 서문석 - 도니 헨드릭스(크리스티안 브룬) / 헨릭 요한슨(피터 아우터브릿지,시즌 2) / 서장(돔 피오레,시즌 1) / 스티븐(시즌 1)
- 김영진 - 아트 벨(케빈 핸차드) / 올리비에 듀발(데이빗 리치몬드-펙,시즌 1)
- 남도형 - 필릭스 도킨스(조던 개버리스)
- 배진홍 - 바비(다이아나 몰도반,시즌 1)
- 최정현 - 앤슬리 노리스(나탈리 리신스카,시즌 1) / 애스트리드(사레인 보일랜,시즌 1)
- 김두용 - 빅(마이클 맨도,시즌 1~2) / 개빈 하드카슬(론 리,시즌 1) / 토머스(다니엘 캐쉬,시즌 1)
- 백경훈 - 콜린(니콜라스 로즈) / 대니얼 로젠(매튜 베넷,시즌 1~2) / 라지 싱(레이먼드 어블랙,시즌 1) / 스캇(조쉬 보키) / 애버리(시즌 1) /
- 임수아 - 브렌다(노라 매클러런,시즌 2)

## 시즌 1 시청률
| 회차 | 방송 일자       | 전국 시청률 |
| ---- | --------------- | ----------- |
| 1회  | 2013년 6월 16일 | 2.1%        |
| 2회  | 2013년 6월 23일 | 1.9%        |
| 3회  | 2013년 6월 30일 | 1.7%        |
| 4회  | 2013년 7월 21일 | 2.2%        |
| 5회  | 2013년 7월 28일 | 1.6%        |
| 6회  | 2013년 8월 25일 | 2%          |
| 7회  | 2013년 9월 1일  | 1.5%        |
| 8회  | 2013년 9월 8일  | 1.9%        |
| 9회  | 2013년 9월 15일 | 2.3%        |
| 10회 | 2013년 9월 22일 | 1.2%        |

## 시즌 2 시청률
| 회차 | 방송 일자       | 전국 시청률 |
| ---- | --------------- | ----------- |
| 1회  | 2014년 7월 7일  | 0.9%        |
| 2회  | 2014년 7월 14일 | 1%          |
| 3회  | 2014년 7월 21일 | 1.2%        |
| 4회  | 2014년 7월 28일 | 0.7%        |
| 5회  | 2014년 8월 4일  | 1.1%        |
| 6회  | 2014년 8월 11일 | 0.7%        |
| 7회  | 2014년 8월 18일 | 0.8%        |
| 8회  | 2014년 8월 25일 | 1.1%        |
| 9회  | 2014년 9월 1일  | 0.6%        |
| 10회 | 2014년 9월 15일 | 0.7%        |